# アマランス
アマランス (Amaranth) は、赤色に着色することのできる着色料。食用タール色素に分類される合成着色料である。通称赤色2号（あかいろにごう）。常温では赤褐色（暗赤褐色）の粒または粉末状の固体で、無臭である。分子式はC20H11N2Na3O10S3、分子量604.48。CAS登録番号 : 915-67-3。光や酸には強いが、熱や塩基に弱く変色しやすい。
工業的には、ナフチオン酸とR酸のジアゾカップリング反応により合成する。
主に工業製品の着色用途や食品添加物として使用される。旧厚生省は天然に存在しない添加物に分類している。食品用途には、イチゴシロップやゼリーへの使用が多い。
また、1976年には米国において発がん性を疑う試験結果が得られたため使用禁止措置が取られたが、FAO/WHO合同食品添加物専門家会議(JECFA)は欧州において追加実施された長期投与による動物試験成績を基に最終評価し、発がん性は認められないと結論づけた。